# Ahlden (Aller)
Ahlden (Aller) ist ein Flecken im Landkreis Heidekreis in Niedersachsen und eine Mitgliedsgemeinde der Samtgemeinde Ahlden.

## Geografie
Ahlden liegt links der Aller zwischen Celle und Verden und inmitten der Tourismusregion Aller-Leine-Tal.
Zum Flecken Ahlden (Aller) gehört der Ortsteil Eilte.

## Geschichte
Frühere Ortsnamen von Ahlden waren im 10. Jahrhundert Aluthon, Anfang des 11. Jahrhunderts Alodun und in den Jahren 1121–1140 Suleghen et Alethen, 1153–1170 Alden, 1185 Alethen, um 1200 Alethen, 1239 Aleden, 1250 de Alethen, 1265 Alden, im 14. Jahrhundert Aldem, Aelden, Aledhen und 1472 Aelden.
Der Name besteht aus den Wortstämmen all(er) für den Fluss und tun, einer in mehreren germanischen Sprachen verbreitete Bezeichnung für „(befestigte) Siedlung, Stadt, Ort“ (vgl. englisch town, als Namensbestandteil -ton für (Klein-)Stadt und niederländisch tuin für Garten.)

### Gründung und Amt

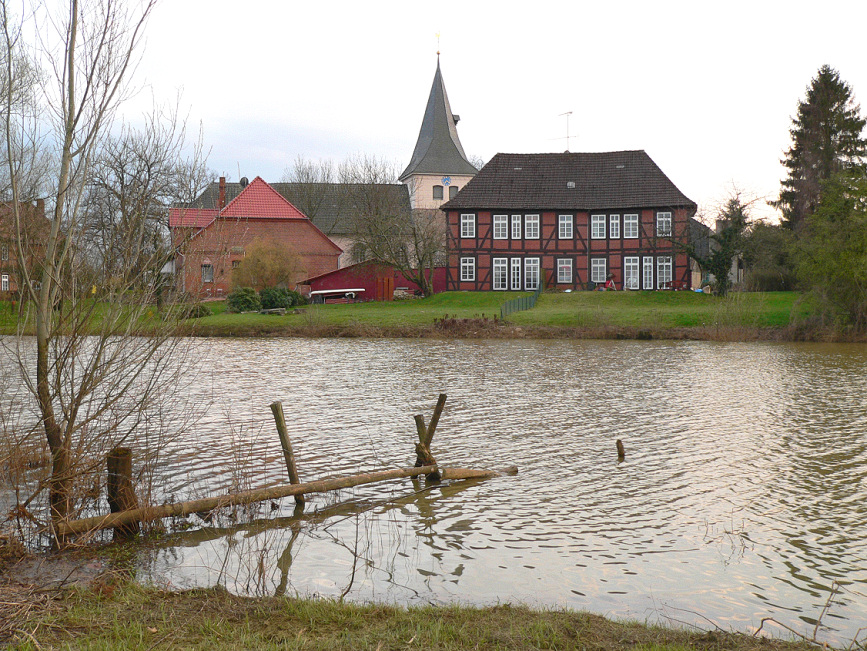
Ahlden mit altem Leinearm

Die erste urkundliche Erwähnung fand Ahlden 1140, als Bischof Siward die Einkünfte von Alethen der Nonne Rasmoda überließ. 1160 schenkt der Edelherr Mirabilis Teile seiner Güter in Ahlden dem Bistum Minden (siehe auch Schwarmstedt: Geschichte). 1202 fand die Ahldener Kirche ihre erste urkundliche Erwähnung. Im 13. Jahrhundert tauchten die Herren von Ahlden auf, deren Angehörige seitdem vielfach als Ritter genannt werden. Im Streit mit dem Bistum und den Welfen verloren die Herren von Ahlden 1431 das Schloss, die Vogtei und ihre Güter. Dies war die Konsequenz daraus, dass sie ihr Versprechen gebrochen hatten, keine Fehde und keine Raubzüge mehr zu unternehmen. Sie blieben aber in der Gegend ansässig. Das Geschlecht erlosch 1762 mit dem Rittmeister von Ahlden auf Fulde und Südcampen.
1431 kam Ahlden in den Besitz des Lüneburger Herzogs, der das fürstliche Amt Ahlden einrichtete. Es übernahm die Verwaltung und übte die Gerichtsbarkeit aus.
Zum Amt gehörte auch das Schloss. Die Einrichtung wurde von einem Amtmann geleitet, der die Abgaben der Bürger eintrieb und auf dem landeseigenen Bauernhof, dem Vorwerk beim Schloss, Landwirtschaft betrieb. Nach rund 450 Jahren des Bestehens wurde das Amt Ahlden 1884 aufgelöst und ging über in den Kreis Fallingbostel.

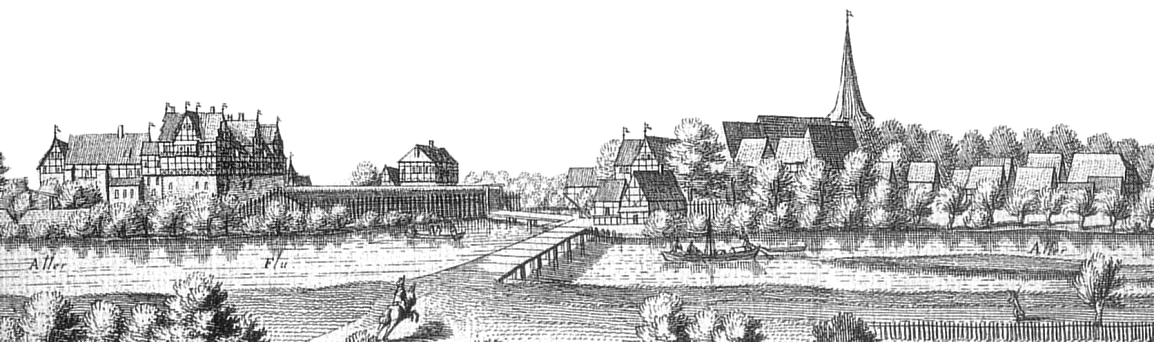
Ahlden als Merian-Stich um 1654, links Schloss Ahlden

Die Merian-Beschreibung von 1654 fasst die Orts- und Schlossgeschichte wie folgt zusammen: Ahlden ist ein fürstlich lüneburgisches Amtshaus und ein kleiner Flecken. Es war vor Jahren dem adligen Geschlecht derer von Ahlden zugestanden, aber durch Verbrechen gegen den Landesfürsten und Lehnsherren eingezogen und zum Amtshaus gemacht. Früher stand das Schloss an einem anderen Platz zwischen Leine und Aller, der Bunkenburg genannt wird. Das jetzige Schloss hat Herzog Christian zu Braunschweig und Lüneburg 1613 durch den Drosten Johann Behren ganz neu erbauen lassen. Es ist eine Vierflügelanlage mit schönen Giebeln, tiefem Wassergraben und einem Wall, der von einem Graben umgeben wird. Die Gegend ist gut mit schönen Auen und Wiesen, fruchtbaren Äckern und Eichenwäldern. Bei Kriegen wurden die Brücken über Aller und Leine abgebrannt, im Dreißigjährigen Krieg dazu auch der Flecken selbst. In diesem Krieg hatten Kaiserliche das Schloss besetzt. Es wurde von 800 Mann der dänischen Besatzung aus Nienburg angegriffen, aber nicht erobert.

### Schloss und Verbannungsort

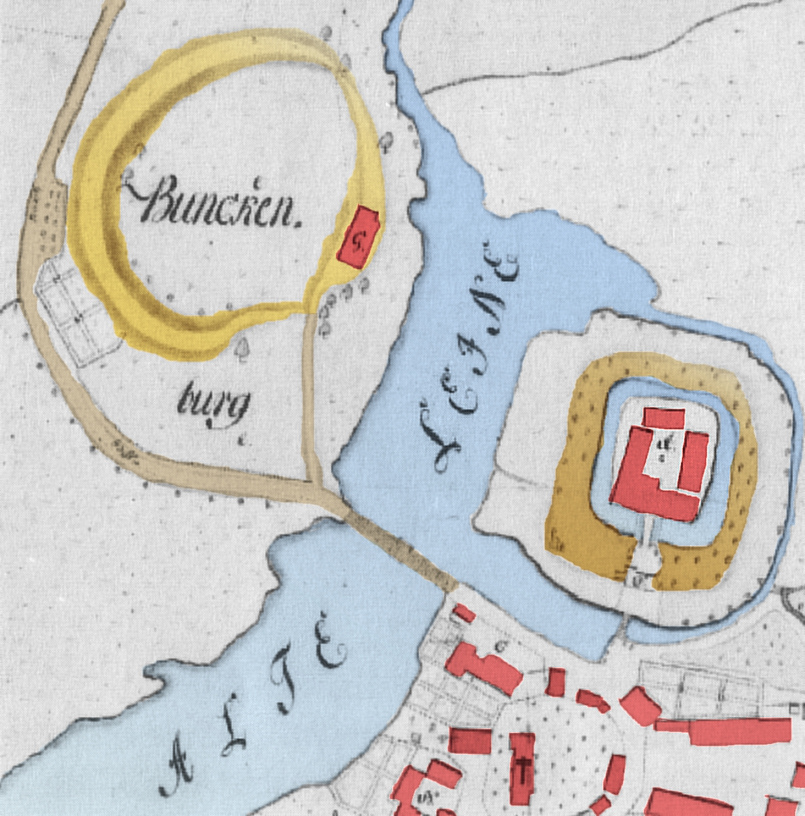
Lageplan von Ahlden mit Schloss und Bunkenburg 1782

Die Entwicklung von Ahlden ist eng verbunden mit dem um 1430 entstandenen Schloss Ahlden, das zunächst als Wasserburg erbaut wurde. Gegenüber der Burg auf der anderen Flussseite der Aller lag die Ringwallanlage Bunkenburg, deren Entstehungszeit im 13. Jahrhundert vermutet wird.
Schloss Ahlden diente von 1694 bis 1726 als Verbannungsort für Sophie Dorothea, die Gemahlin des Kurfürsten Georg Ludwig von Hannover, ab 1714 König Georg I. von Großbritannien. Wegen ihrer Beziehung zu dem Grafen von Königsmarck musste sie als „Prinzessin von Ahlden“ bis zu ihrem Tode in Einsamkeit leben. Nach dem verheerenden Ortsbrand von Ahlden 1715 steuerte sie erhebliche Geldsummen zum Wiederaufbau bei.
1749 fand die letzte Hinrichtung in Ahlden statt. Ein auswärtiger Dieb wurde wegen eines Einbruchsdiebstahls auf dem Galgenberg außerhalb des Ortes gehängt.
Das Scheunenviertel des Ortes ist ortsbildprägend und wurde erstmals 1632 urkundlich erwähnt, als im Dreißigjährigen Krieg kaiserliche Truppen unter der Leitung von Johann T’Serclaes von Tilly den Ort niederbrannten. Zu weiteren Zerstörungen der Scheunen kam es bei den großen  Ortsbränden 1715 und 1847. Beim vorherigen großen Ortsbrand 1684 waren nur vier Häuser stehen geblieben.
Beim Brand einer Scheune 1995 konnte ein Übergreifen des Feuers auf die anderen Scheunen verhindert werden. Heute sind noch etwa 25 Scheunen erhalten, die größtenteils einen denkmalwürdigen Zustand aufweisen und teilweise als Wohnhäuser genutzt werden.
Der Roman Das steinerne Herz (1956) des Schriftstellers Arno Schmidt spielt teilweise in Ahlden und nutzt den Ort detailliert als Kulisse. Für Recherchen hielt sich der Autor 1954 zweimal in Ahlden auf. Ihm zu Ehren wurde am 4. August 2001 ein parkähnliches Waldstück mit Eichenbäumen und Rhododendronbüschen beim alten Feuerwehrhaus als Arno-Schmidt-Hain benannt.

### Zweiter Weltkrieg
Gegen Ende des Zweiten Weltkriegs töteten Angehörige der 2. Marine-Infanterie-Division den 76-jährigen Arzt des Ortes Dr. Richard Ohnesorge und verletzten den Bürgermeister Heinrich Rathge schwer. Die Division hatte im Nachbarort Hodenhagen eine Verteidigungslinie gegen britisches Militär aufgebaut, und bei einer Besprechung erinnerte man sich an die mangelnde „Linientreue“ einiger führender Bürger Ahldens. Um alte Rechnungen noch vor der Übernahme zu begleichen, ging am 14. April ein Spähtrupp mit Äxten gegen die beiden vor.

### Wechselnder Aller- und Leine-Verlauf
Ahlden entstand ursprünglich am Flussufer der Aller, wo es eine günstige Überquerungsmöglichkeit gab. Anfangs war es eine Holzbrücke, die durch Kriegshandlungen oder Eisgang zerstört wurde. Später wurde ein Fährbetrieb eingerichtet. Heute befindet sich der Ort an einem Altarm der Aller, der ab 1618 Leinewasser führte und seither „Alte Leine“ heißt. Das beruht darauf, dass ab 1618 die Aller ihr Flussbett bei hohem Wasserstand weiter nach Osten verlegte. Danach floss durch einen Dammbau flussaufwärts das Wasser der Leine im Bett der Aller an Ahlden vorbei. Ab 1648 wandelte sich der Flusslauf der „Alten Leine“ in einen streckenweise trockengelegten Altarm. 1931 errichtete man eine Stahlbetonbrücke, die wegen ihres blauen Anstrichs die „Blaue Brücke“ genannt wurde. In den letzten Tagen des Zweiten Weltkriegs sprengte die Wehrmacht die Brücke bei der Annäherung britischer Truppen. Durch umherfliegende Trümmerteile wurde im benachbarten Schloss ein Justizwachtmeister getötet. Nach dem Krieg errichteten britische Pioniere eine Behelfsbrücke, die bis zum Bau einer neuen Brücke 1960 bestand.
Am 11. Juni 1981 wurde der Flecken Ahlden amtlich in Ahlden (Aller) umbenannt.
Am 1. März 1974 wurde die Gemeinde Eilte eingegliedert.

## Politik

### Bürgermeister
Bürgermeister des Fleckens Ahlden ist Kai Schliekelmann (FWG).

### Rat
Der Rat des Fleckens Ahlden (Aller) setzt sich aus 11 Mitgliedern zusammen (einschließlich Bürgermeister). 
Die Kommunalwahl 2021 führte zu folgender Sitzverteilung:
| Rat 2021Insgesamt 11 Sitze - SPD: 2 - FWG: 5 - CDU: 4 |

Die vorherige Kommunalwahl ergab folgende Sitzverteilung und folgendes Ergebnis:
| Partei/ Wählergruppe | % 2016 | Sitze 2016 |
| FWG                  | 47,5   | 5          |
| CDU                  | 39,3   | 4          |
| SPD                  | 13,1   | 2          |
| Gesamt               | 100    | 11         |

## Kultur und Sehenswürdigkeiten
- Schloss Ahlden
- Kirche St. Johannes der Täufer
- Bunkenburg als Wallrest
- Arno-Schmidt-Hain benannt nach Arno Schmidt, dessen Roman Das steinerne Herz in Ahlden spielt.[8]
- Scheunenviertel
- Jüdischer Friedhof (Ahlden)

Bau- und Bodendenkmäler

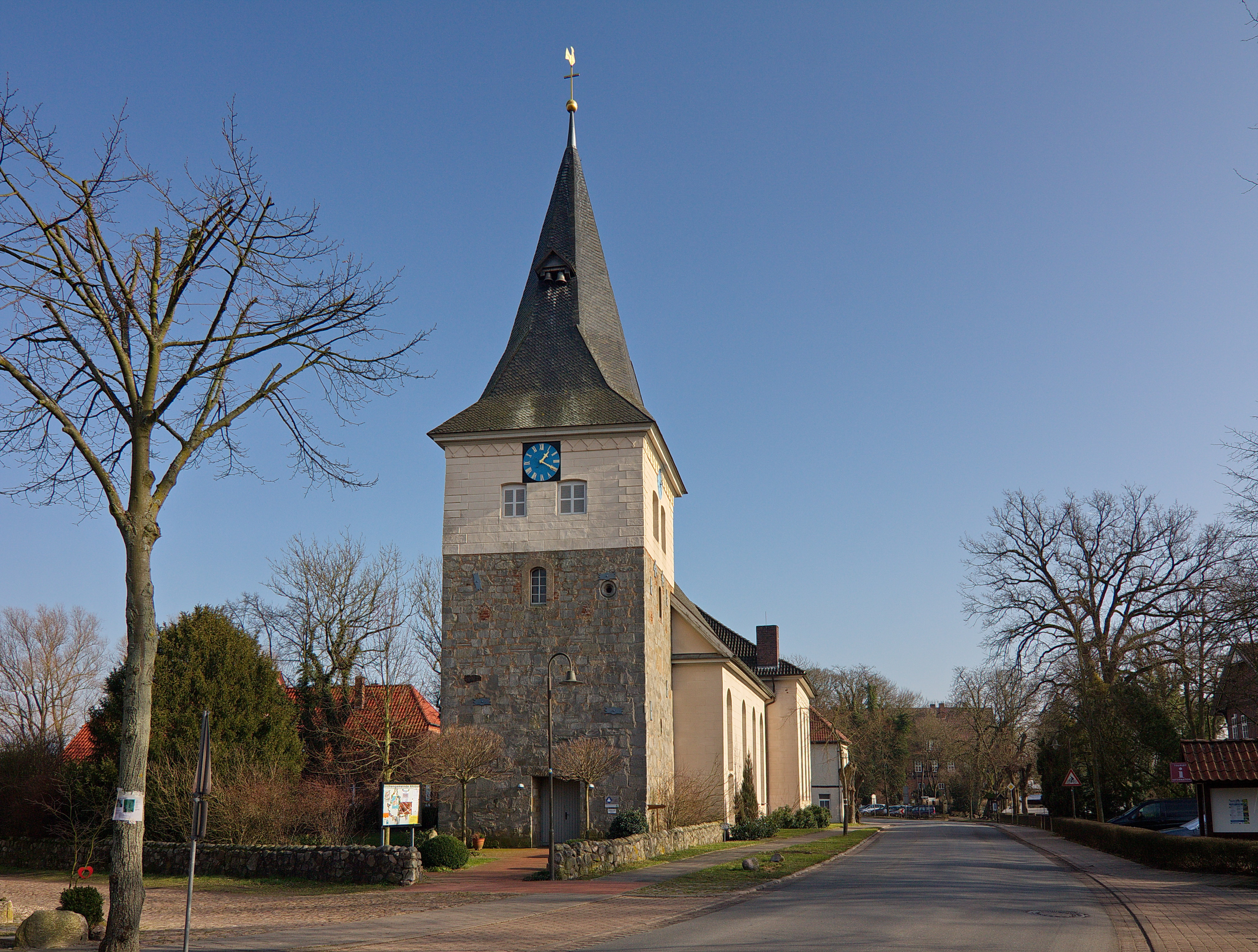
Kirche
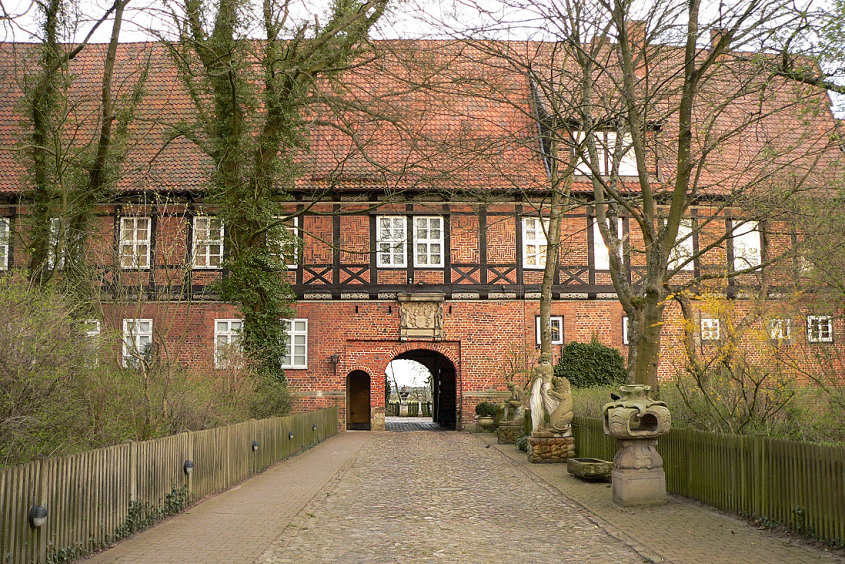
Schloss Ahlden (Eingang)
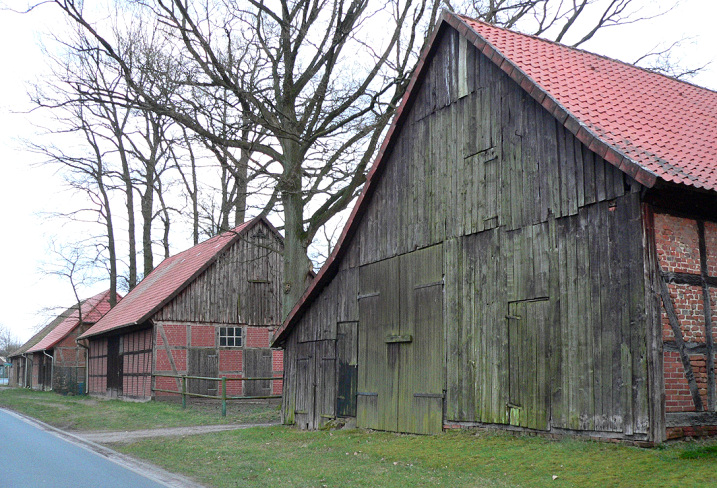
Scheunenviertel
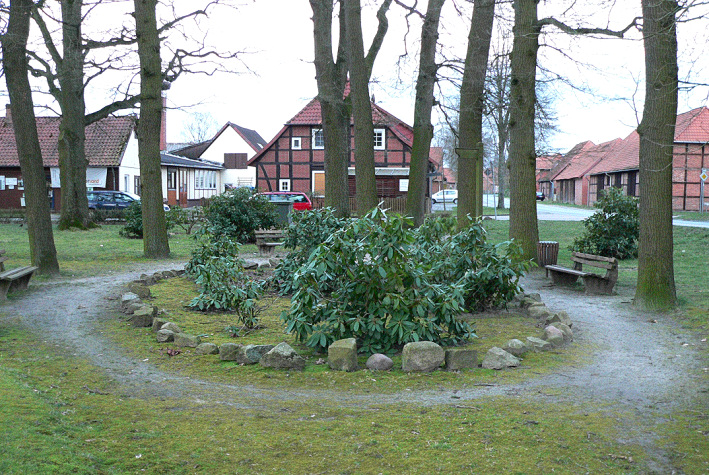
Arno-Schmidt-Hain mit Eichen und Rhododendren
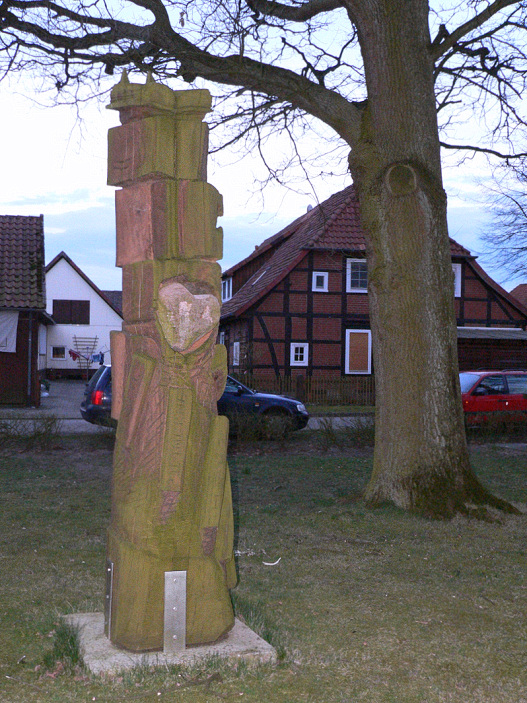
Stele mit symbolisiertem Steinernen Herzen (Eichenstamm, Arno-Schmidt-Hain)

## Verkehr und Infrastruktur
Durch den Ort verläuft die Landstraße 157. Der Flecken verfügt über eine Grundschule sowie verschiedene Geschäfte. Zudem verfügt Ahlden über eine Kindertagesstätte und eine Anbindung an der ÖPNV mittels Linienbussen.

## Persönlichkeiten
- Ernst Sonnemann (1630–1670), evangelischer Pastor, Kirchenlieddichter und Herausgeber des Lüneburger Gesangbuches
- Carl Friedrich Rudolf Klee (1803–1853), Handelsunternehmer, Diplomat und hanseatischer Konsul in Mittelamerika
- Hermann Rodewald (1856–1938), Agrarwissenschaftler, geboren in Eilte